# Sanctuaire Hachiman

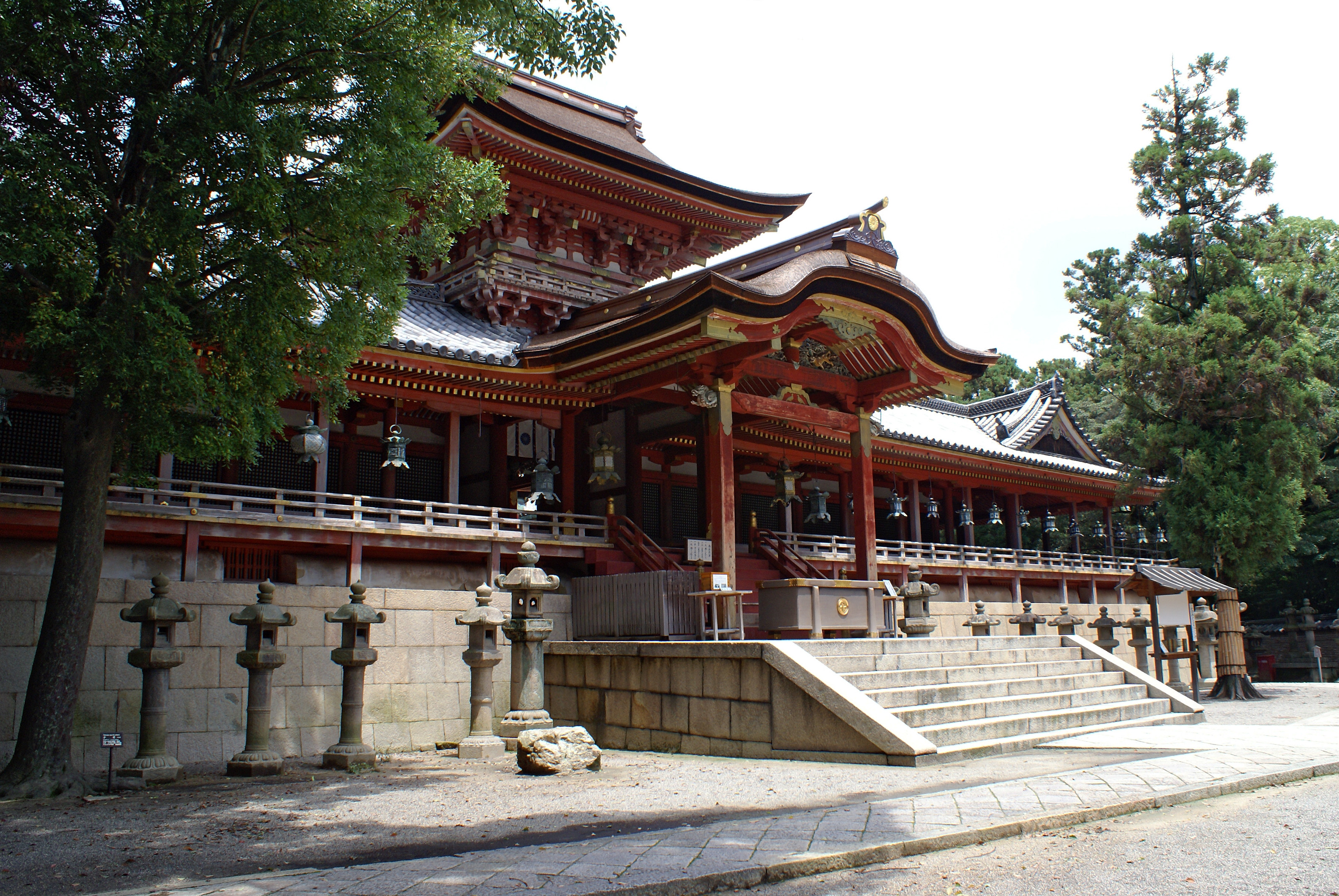
Le sanctuaire Iwashimizu Hachiman-gū, sanctuaire Hachiman à Yawata, Kyoto.

Un sanctuaire Hachiman (八幡神社, Hachiman-jinja) ou Hachiman-gū (八幡宮), est un type de sanctuaire shinto consacré à la divinité shintō Hachiman. C'est le deuxième type de temples shintoïstes les plus nombreux après ceux consacrés à Inari.
À l'origine, le nom était lu « Yawata » ou « Yahata », lecture encore utilisée dans certaines occasions.

## Sanctuaires Hachiman notables
Les quatre sanctuaires suivants sont souvent réunis par groupes de trois, soit comme Usa-Iwashimizu-Hakozaki ou Usa-Iwashimizu-Tsurugaoka, et les deux regroupements sont connus sous le nom de « Trois sanctuaires majeurs majeurs » du Japon :
- Usa Hachiman-gū (宇佐神宮) : Usa (Ōita), sōhonsha (sanctuaire premier) des sanctuaires Hachiman ;
- Iwashimizu Hachiman-gū (岩清水八幡宮) : Yawata (Kyoto) ;
- Hakozaki-gū (筥崎宮) : Fukuoka ;
- Tsurugaoka Hachiman-gū (鶴岡八幡宮) : Kamakura.

## Autres sanctuaires Hachiman
- Hakodate Hachiman (函館八幡宮) : Hakodate
- Hatogamine Hachiman-jinja (鳩峰八幡神社) : Tokorozawa
- Morioka Hachiman-gū (盛岡八幡宮) : Morioka
- Ōsaki Hachiman-gū (大崎八幡宮) : Sendai
- Tomioka Hachiman-gū (富岡八幡宮) : Kōtō
- Sanctuaire Hachiman (Tamukeyama, 手向山八幡宮) : près de Tōdai-ji, Nara
- Umi Hachiman-gū (宇美八幡宮) : Umi (Fukuoka)
- Sanctuaire Hachiman Ōmiya (Tokyo, 大宮八幡宮) : Suginami
- Ōmiya-Hachimangū (Hyōgo) (大宮八幡宮) : Miki (Hyōgo)
- Sanctuaire Hachima (Ōshio, 大塩八幡宮) : Echizen (Fukui)
- Sanctuaire Hachiman : Saipan, Îles Mariannes du Nord